# Вилье, Жан де
Жан де Вилье́ (фр. Jean de Villiers; год и место рождения неизвестны — 1294, Лимасол) — 21/22-й Великий магистр ордена госпитальеров (1284—1294), военачальник.

## Биография
Жан де Вилье был французом и стал последним великим магистром госпитальеров, избранным в Леванте. Летом 1269 года Гуго де Ревель призвал рыцаря на Святую землю. Весной 1277 года он занимал должность командора Триполи (комтура), но через несколько лет покинул Восток, и достоверно известно, что с лета 1282 года исполнял функции приора Франции. Известие об избрании великим магистром госпитальеров было получено им летом 1285 года, но он оставался во Франции до осени 1286 года.
В октябре 1288 созвал в Акре Генеральный капитул, главными задачами которого ставились укрепление дисциплины и выработка мер по оттягиванию надвигавшейся катастрофы — полного вытеснения христиан мамлюками. Последний звонок крестоносцам прозвучал через год при сдаче Триполи (1289). Вскоре наступил переломный момент, когда после сдачи Акры в 1291 году крестоносцы были изгнаны из Палестины и Сирии.

Завоевания султана Египта Калауна аль-Мансура

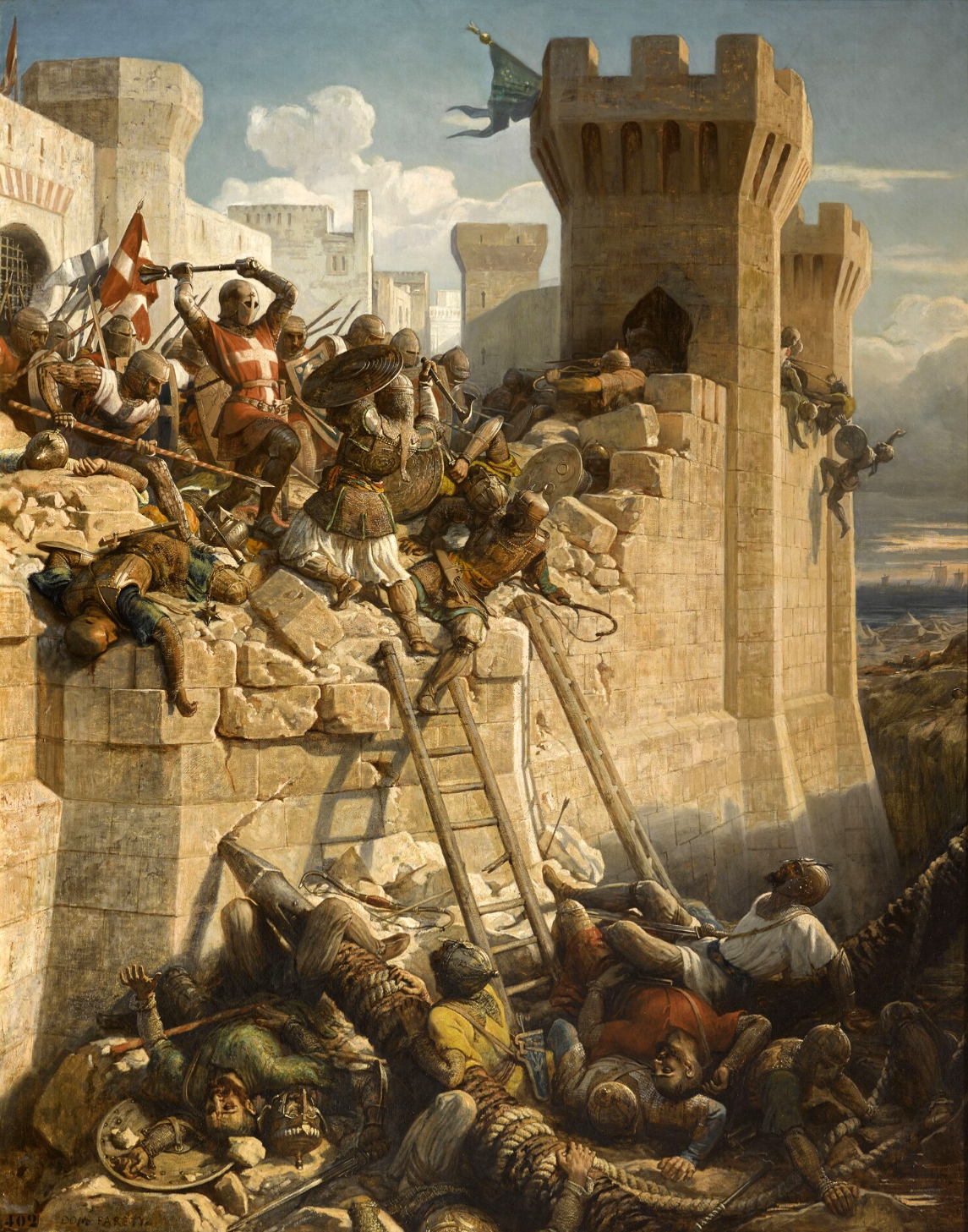
Госпитальер Гийом де Клермонт среди защитников Акры

Осада Акры началась 5 апреля 1291 года. Среди осаждённых в крепости христиан были венецианцы, генуэзцы, пизанцы, флорентийцы, англичане, сицилийцы, госпитальеры, тамплиеры и тевтонцы — все они действовали независимо друг от друга, защищая занимаемый ими квартал города без подчинения какому-нибудь общему командованию.
Перед лицом смертельной опасности рыцари соперничавших орденов Красного креста (храмовников) и Белого креста (иоаннитов) смирили гордыню и на время забыли о разногласиях. Однако ни их мужество, ни самопожертвование не остановили превосходящего противника. Акра пала за 44 дня ожесточённой осады, а с ней для крестоносцев была потеряна вся Святая земля. Тяжело раненного Жана де Вилье перенесли на орденский корабль и отправили на Кипр. Тяжело раненный маршал госпитальеров Матье де Клермонт сдерживал натиск сарацин в гавани, давая возможность спастись на кораблях как можно большему числу христиан. Уже в безопасности, страдая от полученной раны, магистр сообщил о гибели Матье де Клермона и описал тяжкую потерю последнего оплота христиан в Леванте в письме Гийому де Вилларе, бывшему в ту пору приором Сен-Жиля (настоятелем Сен-Жильского монастыря). «Сотни тысяч христиан Святой Земли стали рабами. Их было так много, что они продавались даже в самых отдаленных уголках мусульманского 
мира за бесценок».

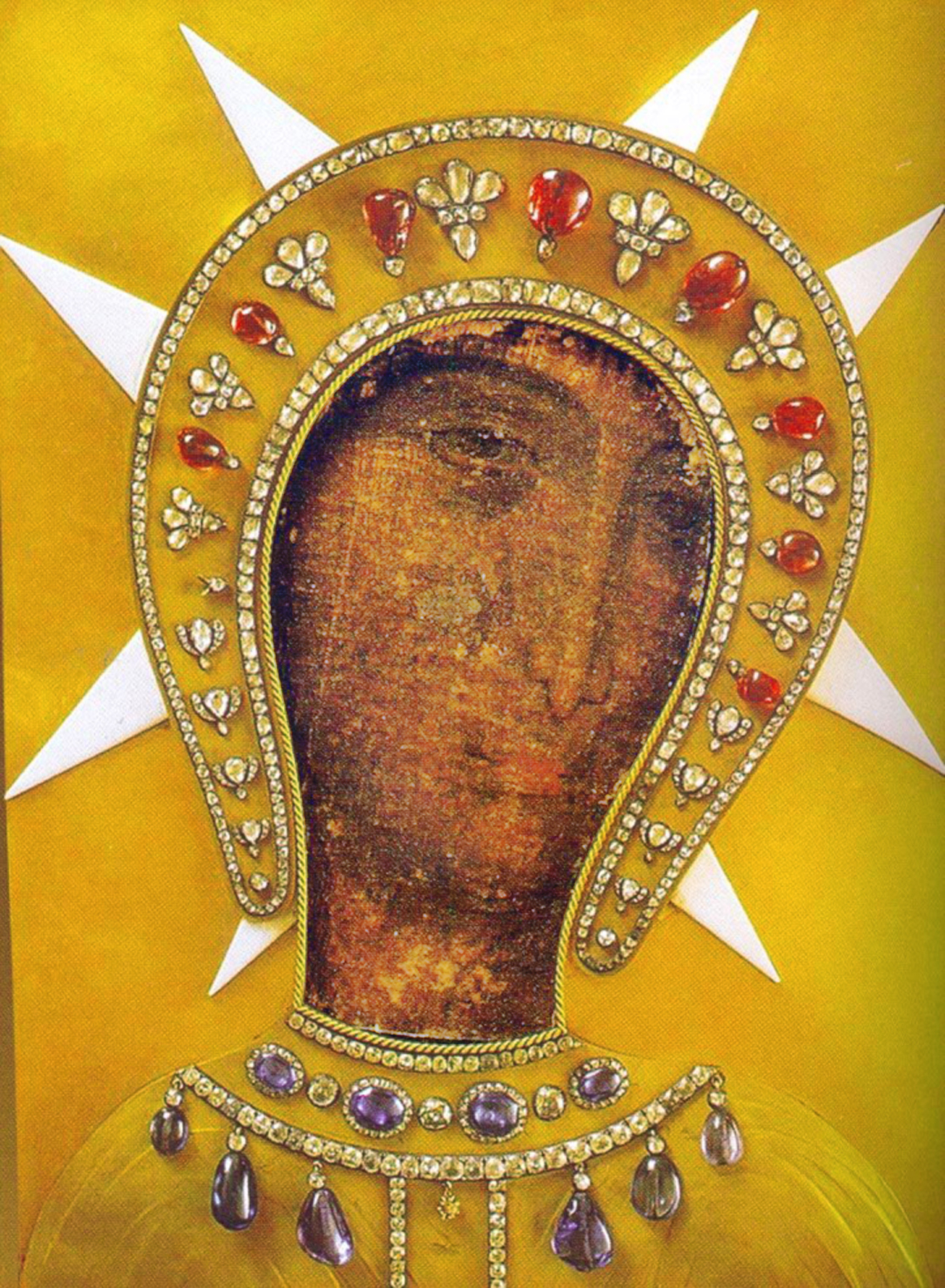
Филермская икона Божией Матери

Генрих II (король Кипра) принял госпитальеров и тамплиеров в своём королевстве, предоставив иоаннитам для расположения Лимасол. Госпитальерам удалось спасти и вывезти на Кипр чудотворную Филермскую икону Божией Матери. На Кипр прибыло 300 уцелевших рыцарей-госпитальеров. Их ставкой стал замок Колосси в окрестностях Лимасола. На острове иоанниты стали именоваться «Орденом рыцарей Кипра», но чувствовали себя там в гостях. Они были вынуждены стать вассалами короля Кипра и платить ему дань. Кроме того, втянувшись в династические распри между Генрихом II и его братом Амори II Тирским, иоанниты вызывали неприязнь населения.
Вскоре магистр созвал Генеральный капитул для решения дальнейшей судьбы ордена. Ассамблея собрала невиданное со времени основания ордена большое количество рыцарей разных национальностей. Было закреплено административное разделение ордена на национальные провинции — «языки». Несмотря на потерю всех своих владений в Палестине и Сирии, собравшиеся тешились надеждой на возвращение на Святую землю, ибо в противном случае существование ордена лишилось бы смысла, поскольку главной идеей его основания была заявлена защита и лечение паломников, освобождение Гроба Господня. Предложение о переезде в Италию было отвергнуто. В дальнейшем иоанниты осуществляли нападения на занимаемое сарацинами средиземноморское побережье, выступая против султана Египта. Будучи изначально сухопутным военным формированием, были вынуждены начать заниматься морским делом и вскоре стали специалистами в данной сфере. Орден стал бороться с арабскими корсарами. А чтобы обезопасить себя от нападений неприятеля, укреплялись фортификационные сооружения Лимассола, обустраивались гавани, строились корабли. Помимо того перед магистром стояла труднейшая задача укрепления дисциплины, борьбы с распущенностью рыцарей, их тягой к роскоши, обогащению за счёт уменьшения взносов в орденскую казну. С этой целью в 1292 году на Кипре был созван ещё один капитул, на котором постановили, что один рыцарь может иметь не более трёх лошадей, сбруя которых не должна содержать ни золотых ни серебряных украшений. Постановление не распространялось на участвовавших в Реконкисте госпитальеров Пиренейского полуострова. Внутренней дисциплине и субординации был посвящён следующий Генеральный капитул 1293 года. Принятыми тогда положениями о выборах великого магистра руководствовались до 1623 года.
Умер в Лимасоле в 1294 году. Но согласно Делявиль Рулю, точная дата смерти магистра неизвестна, хотя её можно поместить между 20 октября 1293 года и 30 сентября 1294 года, когда на Генеральном капитуле госпитальеров уже председательствовал следующий магистр Од де Пенс.